# Klaus Tange
Klaus Tange (født 7. juli 1962 i København) er en dansk skuespiller
Klaus Tange blev uddannet fra Skuespillerskolen ved Aarhus Teater i 1985. Efterfølgende var han en del af teatrets ensemble frem til 1987, hvorefter han flyttede til Rom. Han vendte tilbage til Aarhus Teater i 1992 og blev fra 1995 freelanceskuespiller i København. Han har medvirket i film og TV produktioner både i Danmark og udlandet,  bl.a. roller i Broen, Livvagterne, Forbrydelsen, Hvide Sande og i “En kongelig affære” og “Flammen og Citronen”.
I udlandet både tyske, franske og amerikanske produktioner, Missing , Tribes of Europa og m.fl.
Han er belønnet med Ebbe Langbergs Hæderslegat 1995, Inge Dams Fond 1995 og Olaf Ussings Hæderslegat 2000.

## Filmografi
- Flammen og Citronen (2008)
- En kongelig affære (2012)

### Tv-serier
- Hjerteflimmer (1998)
- Livvagterne (2009)